# Croton bispinosus
Croton bispinosus là một loài thực vật có hoa trong họ Đại kích. Loài này được C.Wright mô tả khoa học đầu tiên năm 1870.